# Paulina von Mallinckrodt
Paulina von Mallinckrodt (Minden, Westfalia, 3 de junio de 1817-Paderborn, 30 de abril de 1881) fue una religiosa católica alemana, fundadora de la Hermanas de la Caridad Cristiana. Fue beatificada en 1985.

## Primeros años de vida
Sus padres, miembros de nobles familias alemanas, fueron el Consejero de Estado, Detmar von Mallinckrodt, de religión protestante y de la Baronesa Bernardina von Hartmann, católica. Era, la mayor de los hijos.
Desde pequeña absorbe con avidez la formación cristiana que le imparte su madre, con amor. De ella hereda una fe profunda, un gran amor a Dios y a los pobres y una férrea adhesión a la Iglesia católica y a sus pastores. Herencia paterna son la firmeza de carácter, los sólidos principios, el respeto hacia los demás y el cumplimiento de la palabra empeñada. Parte de su niñez y juventud pasa Paulina en Aquisgrán, adonde fue trasladado su padre. Por la temprana muerte de su madre, Paulina, cuando sólo cuenta 17 años de edad, toma en sus manos la dirección de su casa y la educación de sus hermanos menores Jorge, Hermann y de la pequeña Berta.
Cumpliendo su tarea a plena satisfacción de su padre, encuentra tiempo y medios para ponerse al servicio de tantos pobres que por los cambios técnicos, económicos y sociales de su siglo, sufren de miserias materiales y espirituales. En Aquisgrán, con sus amigas, cuida enfermos, niños y jóvenes.

### Juventud
A los 18 años recibe el sacramento de la Confirmación y se hace habitual en ella la Misa diaria. Un poco más tarde su confesor le permite la comunión diaria, algo infrecuente en esa época. Fruto de la Confirmación es también la decisión de Paulina de consagrar su vida entera al servicio de Dios.
Cuando su padre se retira del servicio estatal y se instala con su familia en Paderborn, prosigue Paulina su actividad caritativa. Invita y entusiasma a señoras y jóvenes a colaborar en el cuidado de enfermos pobres; pero ante todo le parece necesaria la educación e instrucción de los niños pobres. Funda para ellos una guardería y acoge niños ciegos para cuidarlos e instruirlos. Impulsada por la fuerza de la gracia, organiza la Liga Femenina para el cuidado de los enfermos pobres.
Luego funda un jardín de infantes para atender a los niños de las madres que deben trabajar fuera de su hogar para ganar el sustento diario de la familia. La fundación de este kindergarten en 1840 fue una idea novedosa y de avanzada para proteger y dar un ambiente de contención y afecto a estos niños que no podían ser cuidados por sus madres.
Llega hasta las chozas de los pobres para aliviar sus miserias; los ayuda, consuela, exhorta y ora con los enfermos, sin temer ni la suciedad ni los contagios, sino por el contrario, lo afronta todo con una sonrisa dedicando gran parte de su vida en un incansable servicio en favor de los que sufren. "Nunca he encontrado a una persona como ella; es difícil describir la imagen tan atrayente y emotiva de su vivir en Dios" escribe en una carta su prima Bertha von Hartmann. En 1842 poco después de la muerte del señor von Mallinckrodt, le confían a Paulina el cuidado de unos niños ciegos muy pobres. Ella los atiende con la exquisita afabilidad que la caracteriza. como Dios sabe guiar todo según sus planes, son los niños ciegos los que darán origen a la Congregación, porque a Paulina la admiten en distintas congregaciones religiosas pero no así a los ciegos.

## Vida religiosa
Paulina pide una vez más consejo a Monseñor Antonio Claessen quien después de escucharla atentamente y de hacer mucha oración le hace ver que ella está llamada por Dios a fundar una Congregación. Y obtenida la aprobación del obispo de Paderborn, Johann Franz Drepper, el 21 de agosto de 1849 funda la Congregación de las Hermanas de la Caridad Cristiana, Hijas de la Bienaventurada Virgen María de la Inmaculada Concepción con tres compañeras más.
Pronto se abren otros campos de actividad: hogares para niños y escuelas. Bendecida por la Iglesia, la Congregación florece y se extiende rápidamente en Alemania; pero como toda obra grata a Dios, debe ser probada por el sufrimiento; la prueba no tarda en llegar. El Canciller Otto von Bismarck, emprende en 1871 una dura lucha contra la Iglesia católica. Una tras otra ve la Madre Paulina cómo se van cerrando y expropiando las casas de la Congregación en Alemania. Con su profundo espíritu de fe la Madre Paulina ve la mano de Dios en esta persecución religiosa. Las casas de la joven Congregación fueron confiscadas, las Hermanas expulsadas, la fundación parecía llegar a su fin. 

### Expansión de la orden
En la misma época de las persecuciones en Alemania, llegan muchos pedidos de Hermanas desde Estados Unidos y América Latina, para enseñar a los niños inmigrantes alemanes. Paulina respondió enviando pequeños grupos de Hermanas a Nueva Orleans en 1873. En los siguientes meses se enviaron más grupos de religiosas a los Estados Unidos y ella misma hizo dos largos viajes a América para constatar en persona las necesidades del Nuevo Mundo, donde fundó al poco tiempo una Casa Madre en Wilkesbarre, Pensilvania. Desde entonces las Hermanas abrieron además casas en las arquidiócesis de Baltimore, Chicago, Cincinnati, New York, Philadelphia, St. Louis, y St. Paul, y en la diócesis de Albany, Belleville, Brooklyn, Detroit, Harrisburg, Newark, Sioux City y Syracuse.
En noviembre de 1874 arriban las primeras religiosas a Chile, a la diócesis de Ancud, solicitadas por Monseñor Francisco de Paula Solar Mery. De allí partirían unos años más tarde hacia el Río de la Plata, en 1883 a Melo, Uruguay, y en 1905 a Buenos Aires, Argentina. A fines de década de 1870 la persecución religiosa terminó en Alemania y las Hermanas pudieron volver desde Bélgica a su patria donde prosiguieron con su obra.
La Madre Paulina volvió a Paderborn después de su viaje a América en 1880. A los pocos meses, ante el dolor de las Hermanas, la Madre Paulina enfermó gravemente de neumonía y murió el 30 de abril de 1881, a causa de neumonía.

### Beatificación
La causa de beatificación se inició en un proceso informativo en Paderborn que se extendió desde 1926 hasta 1933. Sus escritos recibieron la aprobación teológica en dos ocasiones: el 6 de diciembre de 1942, y una década después, el 23 de diciembre de 1952; la introducción formal a la causa se produjo el 29 de mayo de 1958 bajo el Papa Pío XII y recibió el título de Sierva de Dios. La Congregación para las Causas de los Santos, la aprobó el 14 de diciembre de 1982. El Papa Juan Pablo II aprobó su vida de virtudes heroicas y la nombró Venerable el 13 de enero de 1983.
El milagro de la beatificación fue investigado a nivel diocesano y recibió la validación de la CCS algún tiempo después. Los expertos médicos aprobaron este milagro el 8 de marzo de 1994 y los teólogos lo aprobaron también el 26 de junio de 1984, al igual que la CCS el 6 de noviembre de 1984. Juan Pablo II aprobó este milagro el 14 de diciembre de 1984 y la beatificó varios meses después, el 14 de abril de 1985. El segundo milagro para su canonización fue investigado en Detroit desde abril hasta el 30 de mayo de 2006 y fue validado el 12 de enero de 2007.
El postulador actual de esta causa es el Dr. Andrea Ambrosi.